# Perizoma lugdunaria
Perizoma lugdunaria är en fjärilsart som beskrevs av Herrich-Schäffer 1855. Perizoma lugdunaria ingår i släktet Perizoma och familjen mätare. Inga underarter finns listade i Catalogue of Life.